# Егейски авиолинии
Егейските авиолинии (на гръцки: Αεροπορία Αιγαίου) са националният превозвач и най-голямата авиокомпания в Гърция, която извършва пътнически полети от Атина и други гръцки градове, както в международен план, така и в самата Гърция. Седалището и главният контролен център на авиокомпанията също се намират в Атина.
Авиокомпанията е пълноправен член на Star Alliance. Базиран на Международно летище Атина, с допълнителни хъбове на летище Солун-Македония. През летния сезон други гръцки летища също се превръщат в авиобаза за чартърни и редовни сезонни полети до гръцки курорти.
В края на 2018 г. авиокомпанията е превозила над 13 милиона души, а през 2019 г. е избрана за най-добра регионална авиокомпания в Европа от Скайтракс за десети пореден път.
От 2013 г., след многобройни опити за сливане, Егейските авиолинии е собственик на друга гръцка авиокомпания, Олимпик Еър, чието изкупуване е одобрено от Европейската комисия. Отново през 2014 г. авиокомпанията обявява готовността си да придобие националния въздушен превозвач на Кипър, който претърпява финансови загуби през последните години. В началото на 2015 г. кипърската авиокомпания прекратява дейността си, след което Егейските авиолинии обявява разширяване на присъствието си на острова и откриване на нови полети от летището в Ларнака.

## История
Егейските авиолинии са създадени през 1987 г. под името Егейска авиация. Първоначално основната ѝ дейност е организирането на поръчков VIP въздушен транспорт, както и изпълнението на специални полети в ролята на въздушна спешна помощ. През 1992 г. Егейска авиация става първата частна авиокомпания в Гърция, която получава специален сертификат. През 1994 г. авиокомпанията се слива с групата компании „Василакис“ и започва да извършва редовни полети от Атина по целия свят, придобивайки нови самолети в сътрудничество с Леарджет.
През 1999 г. авиокомпанията е реорганизирана и започва да изпълнява полети под новото име „Егейски авиолинии“. През същата година флотът получава три четиримоторни самолета British Aerospace Avro RJ100, на които компанията започва да извършва ежедневни полети от Атина до Солун, Родос, Александруполис, Керкира и Ираклион. През декември 1999 г. авиокомпанията придобива Еър Грийс, след което три турбовитлови самолета ATR 72 са добавени към флота на Егейските авиолинии.
През април 2001 г. Егейските авиолинии подписва споразумение за сливане с друг гръцки превозвач, Кронус Еърлайнс. Географията на полетите на авиокомпанията се разширява на 11 дестинации в Гърция и още 7 в Европа. През ноември същата година Егейските авиолинии стартира услуги от бизнес класа на своите самолети.
До 2004 г. Егейските авиолинии извеждат от експлоатация самолети ATR 72. Флотът на компанията се състои от шест BAe 146 и тринадесет Boeing 737 – 300 / 400, прехвърлени от Кронус Еърлайнс. През 2005 г. авиокомпанията прави голяма поръчка за доставка на няколко самолета от семейството на Airbus A320, първите три от които пристигат през 2007 г.
От края на 2005 г. Егейските авиолинии поддържат партньорство за споделяне на кодове с Луфтханза, съгласно което авиокомпанията предлага на своите пътници и бонусната програма „Miles & More“ от германската авиокомпания. До 2009 г. Егейските авиолинии също има споразумения за споделяне на кодове с Брюкселските авиолинии, bmi и Португалските авиолинии.
През 2009 г. авиокомпанията е превозила 6 600 000 пътници, което е почти един и половина пъти повече от основния конкурент на Егейските авиолинии в Гърция по това време – Олимпик Еърлайнс, превозващ 5 265 729 пътници през същата година.

## Направления
Основните центрове за Егейските авиолинии са летище Атина и летище Солун, откъдето оперират по-голямата част от всички редовни вътрешни и международни полети. Значителна част от полетите се изпълняват от други гръцки градове, като Ираклион, Родос, Кос, Александруполис, Миконос, Ханя, Санторини, Митилини, Керкира, Каламата, Хиос, Скирос и Янина.
В международен план Егейските авиолинии извършват полети от Гърция до Австрия, Армения, Белгия, Великобритания, Унгария, ОАЕ, Грузия, Германия, Полша, Италия, Испания, Израел, Ливан, Турция, Франция, Финландия, Швейцария, Чехия, Украйна и Кипър.
През лятото на 2015 г. се извършват и чартърни полети от Ираклион до Кишинев.

## Флот
| Самолет           | Експлоатация | Брой | Пътници | Пътници | Пътници | Бележки | Източници         |
| Самолет           | Експлоатация | Брой | Б       | И       | Общо    | Бележки | Източници         |
| ----------------- | ------------ | ---- | ------- | ------- | ------- | ------- | ----------------- |
| Еърбъс A320-200   | 28           | –    | 12      | 162     | 174     | —       | [ 1 ]             |
| Еърбъс A320neo    | 21           | –    | –       | –       | 180     | —       | [ 2 ] [ 3 ] [ 4 ] |
| Еърбъс A321-200   | 4            | –    | 12      | 189     | 206     | —       | [ 5 ]             |
| Еърбъс A321neo    | 14           | 19   | –       | –       | 220     | —       | [ 6 ] [ 3 ] [ 7 ] |
| Еърбъс A321neo LR | –            | 4    |         |         | 180     | —       |                   |
| Общо              | 67           | 23   |         |         |         |         |                   |